# UčíTelka
UčíTelka je český televizní pořad České televize, který měl za účel pomoci dětem a rodičům s domácí výukou během uzavření škol z důvodu šíření nemoci covid-19. Vedoucím projektu byl moderátor pořadu Newsroom ČT24 Luboš Rosí. Pořad se vysílal od 16. března 2020 do 19. června 2020 každý všední den na ČT2 od 9.00 do 12.00 a následně od 1. do 24. září 2020 od 13.00 do 13.45 rovněž na ČT2. V březnu 2021 byl pořad s reprízami dílů z jara 2020 z důvodu opětovného uzavření škol do vysílání vrácen a to konkrétně na ČT :D od 10.00 do 10.45.
Pořad byl určen pro žáky prvního stupně a každý den byl věnován jednomu předmětu. 
V září bylo vysílání pořadu zkráceno na 45 minut a pořad byl vysílán jen od pondělí do čtvrtka. 
Dvakrát byl hostem UčíTelky pekař a cukrář Josef Maršálek a moderátor Zázraků přírody Vladimír Kořen. Také zde byly připraveny taneční lekce s profesionálními tanečníky a účastníky soutěže StarDance …když hvězdy tančí. O pohybovou část se staral Český olympijský výbor a jeho členové.

## Harmonogram pořadu

### Březen- Červen 2020
| Den     | Předmět                         |
| ------- | ------------------------------- |
| Pondělí | Český jazyk a Hudební výchova   |
| Úterý   | Matematika                      |
| Středa  | Člověk a jeho svět a Angličtina |
| Čtvrtek | Český jazyk                     |
| Pátek   | Matematika a Hudební výchova    |

### Září 2020
| Den     | Předmět            |
| ------- | ------------------ |
| Pondělí | Český jazyk        |
| Úterý   | Matematika         |
| Středa  | Člověk a jeho svět |
| Čtvrtek | Angličtina         |